# Macedonio Melloni

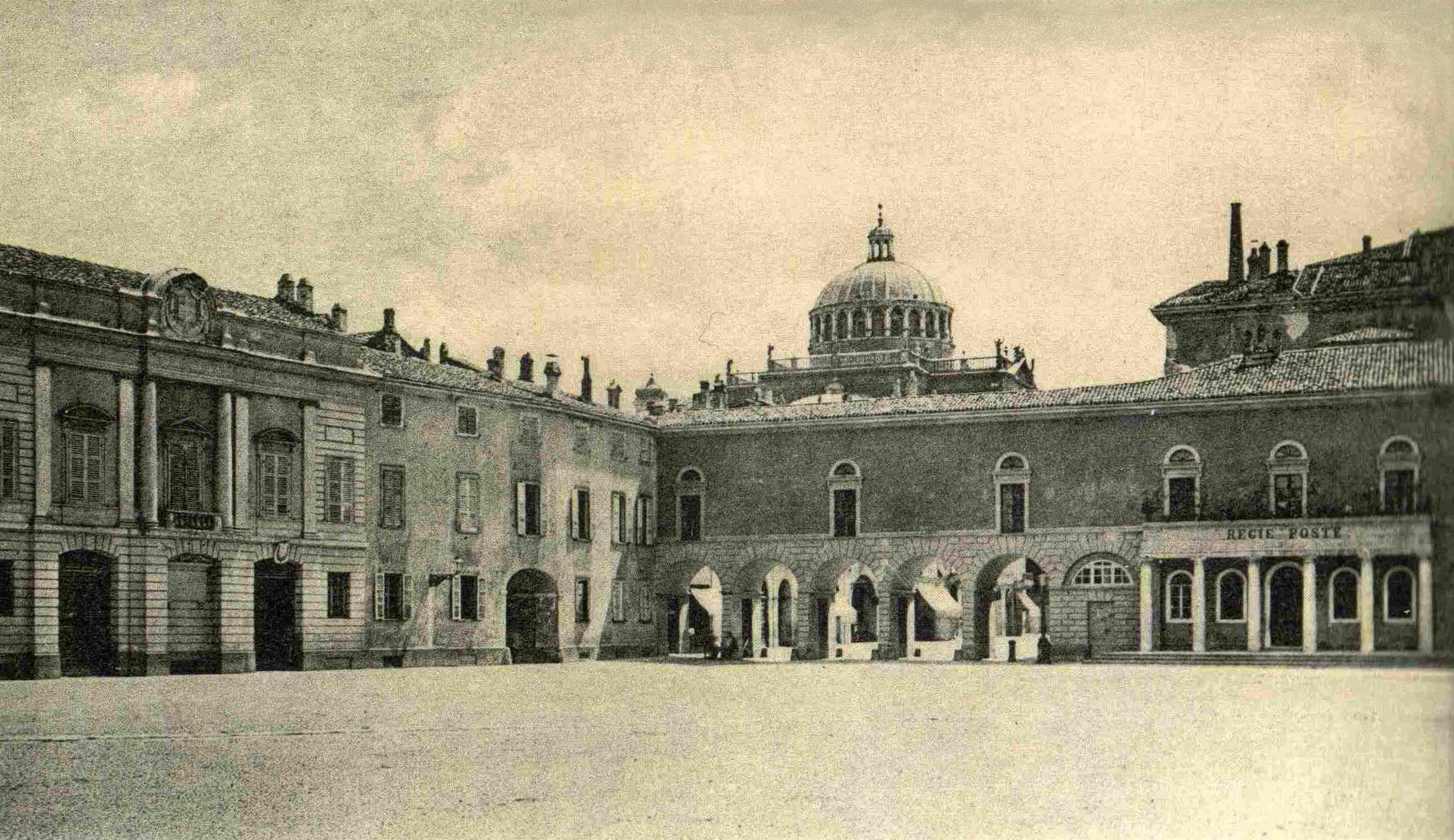
Parma w ok. 1880 roku

Macedonio Melloni (ur. 11 kwietnia 1798 w Parmie, zm. 11 sierpnia 1854 w Portici) – włoski fizyk, profesor Uniwersytetu w Parmie, pionier w dziedzinie badań promieniowania cieplnego (wł. calorico raggiante), twórca pierwszych przyrządów umożliwiających pomiary w długofalowym zakresie widma (w tym IR), oparte na zjawisku termoelektrycznym, odznaczony w roku 1834 Medalem Rumforda.

## Życiorys
Urodził się w Parmie. Po studiach w Politechnice Paryskiej wrócił do rodzinnego miasta, gdzie w roku 1824 został mianowany profesorem fizyki w Università degli Studi di Parma.
Jako przeciwnik absolutyzmu uczestniczył w ruchach powstańczych (zob. Giuseppe Mazzini, Giuseppe Garibaldi, Młode Włochy, Risorgimento, Karbonariusze), wskutek czego został w roku 1831 (lub 1830) zmuszony do ucieczki do Francji, gdzie mieszkał do roku 1839 bez stałego stanowiska. Prowadził badania w Uniwersytecie Montpellier oraz w Genewie.
Uzyskane wyniki były podstawą przyznania mu przez Royal Society w roku 1834 Medalu Rumforda (na wniosek Faradaya). W następnym roku komisja, w której skład wchodzili François Arago, Jean-Baptiste Biot i Siméon Denis Poisson, przyznała mu tytuł członka korespondenta Instytutu Francji. W roku 1839 został członkiem zagranicznym Royal Society.
W tymże roku Alexander von Humboldt, przyjaciel Melloniego i wybitny geolog, zaproponował na dworze Burbonów jego kandydaturę na dyrektora organizowanego wówczas obserwatorium Wezuwiusza (Osservatorio Vesuviano). Kandydatura została zaakceptowana przez Ferdynanda II. Melloni wrócił do Włoch i zamieszkał w Neapolu. Kierował „Konserwatorium Sztuk i Rzemiosł” oraz Osservatorio Vesuviano do roku 1848 (formalnie do 6 listopada 1849). W tym roku za udział w ruchu liberalnym został pozbawiony wszystkich funkcji publicznych. W uznaniu osiągnięć naukowych przebywał na „wygnaniu” w Villa Moretta w Portici, gdzie kontynuował badania właściwości promieniowania cieplnego.
Zmarł na cholerę w Portici w wieku 56 lat.

## Zakres badań

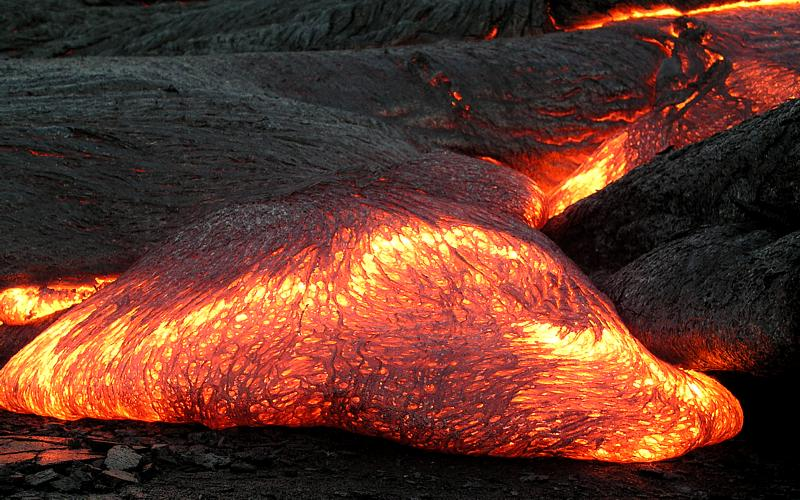
Barwa i natężenie światła emitowanego przez lawę wulkaniczną zależy od jej temperatury

Badania promieniowania cieplnego, wykonane przez Melloniego, poprzedzały o ponad 20 lat sformułowanie przez Kirchoffa jego prawa promieniowania, według którego zdolność emisyjna ciała doskonale czarnego zależy w stanie równowagi wyłącznie od jego temperatury (pojęcie ciała doskonale czarnego Kirchhoff wprowadził w roku 1862). Poprzednikami Melloniego, z których osiągnięć korzystał, byli m.in. Carl Scheele, Pierre Prévost, John Leslie (zob. chronologia termodynamiki) oraz Thomas Johann Seebeck – odkrywca zjawiska termoelektrycznego, zjawiska Seebecka (podstawa działania termopar) i  Johann Schweigger (1779–1857) – wynalazca miernika prądu stałego, nazwanego na cześć Luigi Galvaniego galwanometrem. W czasie pobytu w Paryżu jego współpracownikiem był inny włoski fizyk, Leopoldo Nobili (1784–1835), wynalazca nowego typu galwanometru.
Badania właściwości promieniowania cieplnego Melloni wykonywał, korzystając z zaprojektowanego przez siebie zestawu pomiarowego, przypominającego współczesne urządzenie nazywane „ławą optyczną”. Na metrowej długości szynie mosiężnej umieszczał źródło promieniowania, detektor i ok. 50 innych elementów, np. płytki z materiałów, dla których określał parametry przewodzenia i odbicia promieni cieplnych.

## Publikacje
Wśród licznych publikacji Melloniego znajdują się m.in. pozycje dostępne w Internet Archive:
- Mémoire sur la transmission libre de la chaleur rayonnante par différens corps solides et liquides présenté à l'Académie des Sciences le 4 fevrier 1833 par M. Melloni
- Parere de' socii M. Melloni e F. de Luca intorno alla memoria del loro collega sig. E. Capocci presentata all'Accademia il dì 23 aprile 1844, sotto il titolo Su di un nuovo cromatico nella luce crepuscolare,
- Cenni storici ed analitici sulle correnti elettriche indotte dal magnetismo terrestre letti alla R. Accademia delle scienze, nella tornata del 3 giugno 1845 Macedonio Melloni,
- Memoria sull'abbassamento di temperatura prodotto alla superficie terrestre durante le notti placide e serene e sui fenomeni che ne risultano nelle basse regioni dell'atmosfera letta alla r. Accademia delle scienze di Napoli nelle tornate de' 23 febbraio, 9 e 16 marzo 1847 dal suo socio ordinario Macedonio Melloni,

## Upamiętnienie

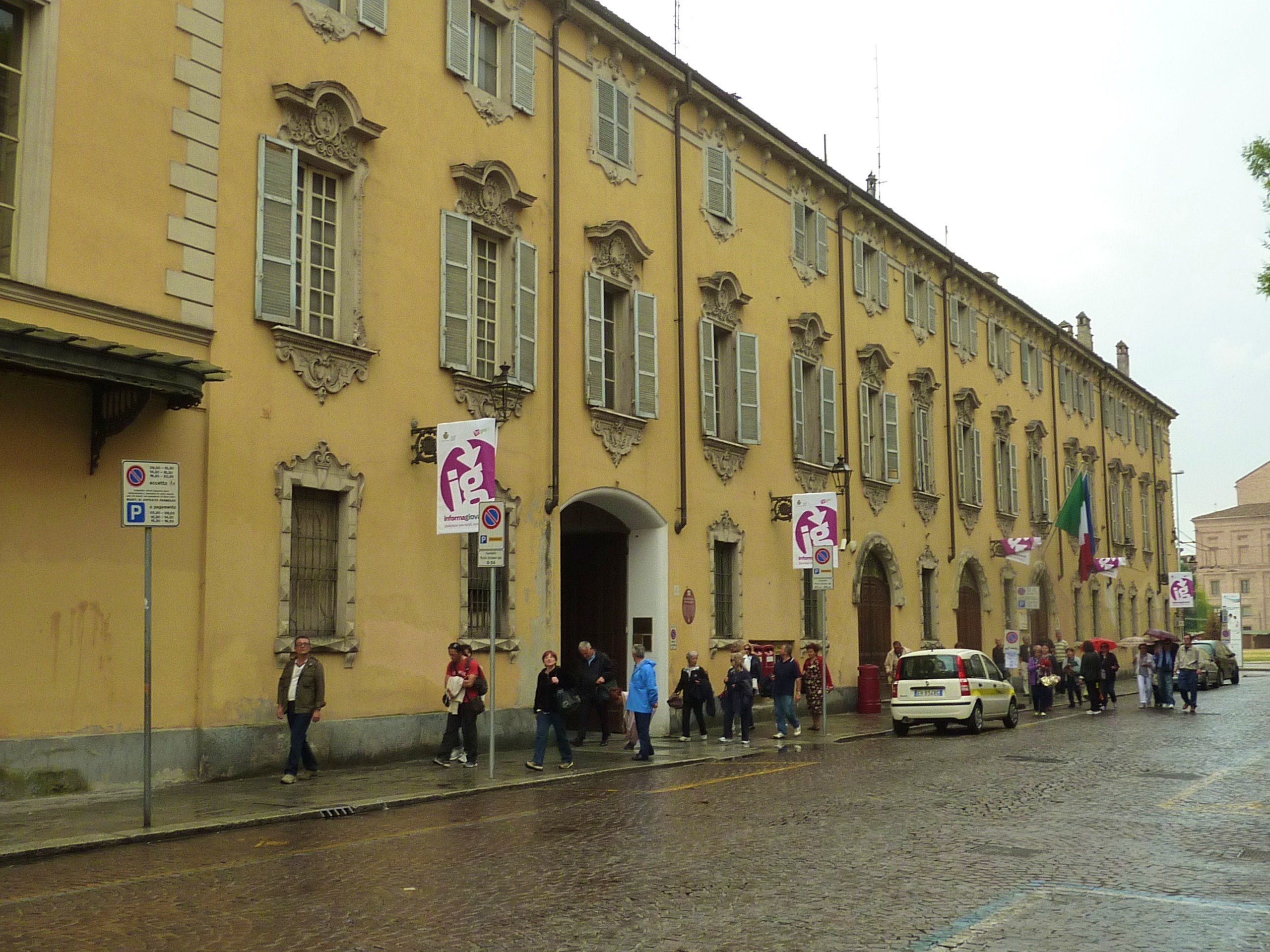
Północna strona Palazzo di Riserva przy Via Melloni w Parmie

Naukowy dorobek Macedonio Melloniego jest tematem wielu artykułów i omawiany w przeglądowych opracowaniach książkowych, np.:
- Luigi Pinto, Della vita e delle opere di Macedonio Melloni, 1872
- Maria Francesca Bonetti, Monica Maffioli, Fratelli Alinari spa, 2003 – 276L’Italia d’argento: 1839–1859: storia del dagherrotipo in Italia, 2003
- F. Melchiorri, Y. Rephaeli, Background Microwave Radiation and Intracluster Cosmology, 2006
- Catherine Curzon, The Scientific Life of Macedonio Melloni[19].

Imię Meloniego nosi Istituto Tecnico Economico Statale, I.T.E. w Parmie i Szpital w Mediolanie, położony przy Via Macedonio Melloni 52. Nazwę Via Macedonio Melloni nadano również jednej z ulic w Parmie. Kolekcja jego wynalazków jest przechowywana i udostępniana przez Università degli Studi di Parma.
Nieustannie wznawiane są książki autorstwa Melloniego. W roku 2012 ukazała się np. książka Considerazioni Ed Esperienze Intorno Al Magnetismo Delle Rocce: Memoria I, Sulla Polarit Magnetica Delle Lare E Rocce Affini, reprodukcja wersji wydanej przed rokiem 1923 (w roku 2009 udostępniono wersję cyfrową wydania z roku 1853).